# Dorfkirche Selben

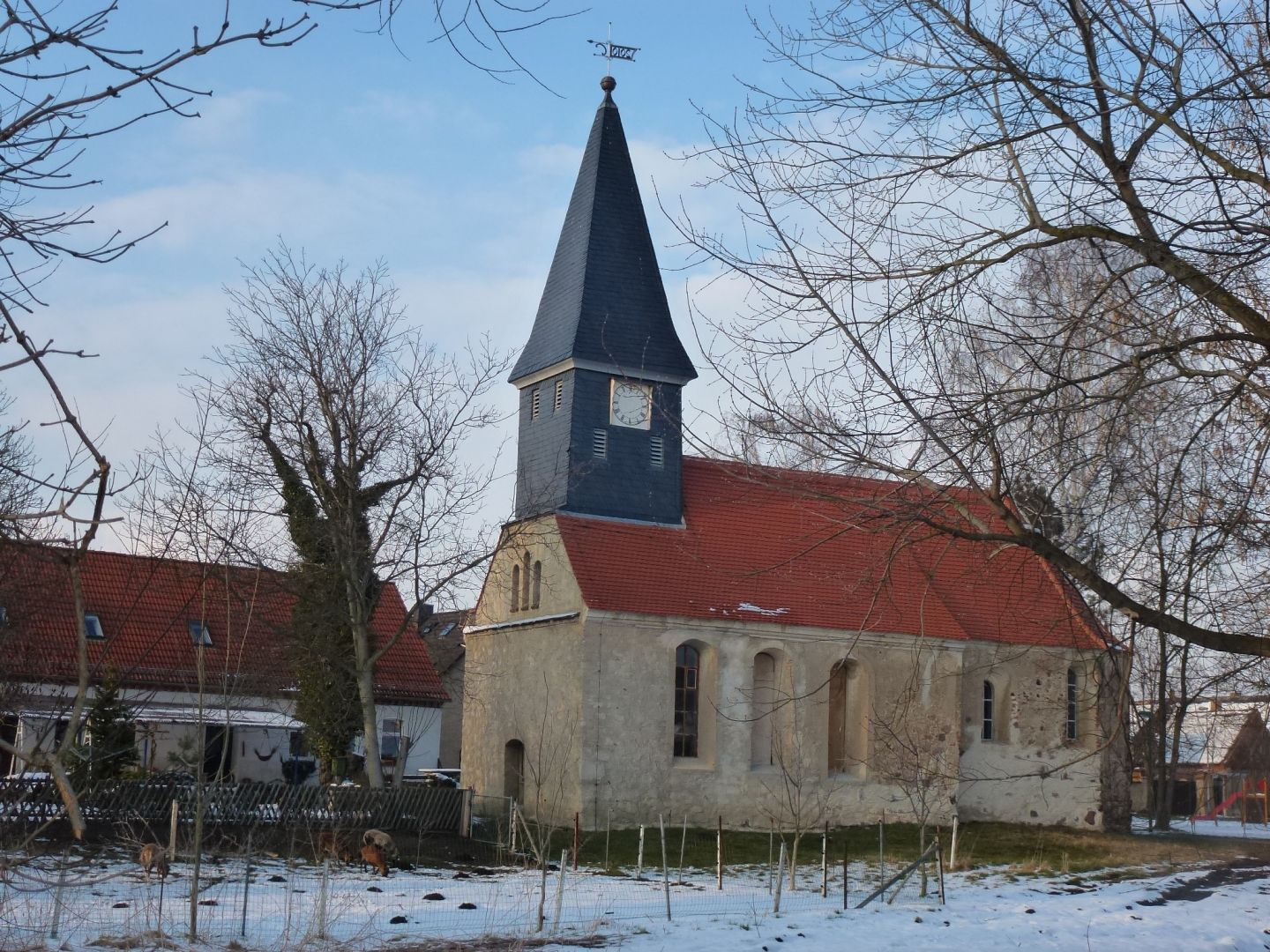
Dorfkirche Selben

Die Dorfkirche Selben ist eine evangelische Kirche im Ortsteil Selben der Stadt Delitzsch im Landkreis Nordsachsen des Freistaates Sachsen. Die Dorfkirche wurde von der Stiftung zur Bewahrung kirchlicher Baudenkmäler in Deutschland als „Kirche des Jahres 2024“ ausgezeichnet.

## Geschichte
Die Anfänge der Selbener Kirche reichen bis ins frühe 16. Jahrhundert zurück. Um 1500 taucht sie erstmals in Urkunden auf, wann genau sie errichtet worden ist, konnte bisher nicht nachgewiesen werden.
Während des Dreißigjährigen Kriegs wurde die Kirche ausgeplündert, verlorenes Inventar wurde nach und nach durch private Spenden ersetzt. Anfang des 18. Jahrhunderts erhielt die Kirche ihren barocken Kanzelaltar, der im frühen 19. Jahrhundert im Stil des Klassizismus ergänzt wurde.
Während des Braunkohle-Tagebaus seit Mitte der 1970er Jahre sank der Grundwasserspiegel. Es kam es zu Bodensenkungen, die Verwerfungen des historischen Fliesenbodens verursachten und als Ursache vermutet wurden für die zunehmend labile Statik des Gebäudes mit Rissen im Mauerwerk und bröckelndem Putz. Während der DDR-Zeit stand kein Geld für eine Sanierung zur Verfügung, die Kirche verfiel allmählich und wurde praktisch aufgegeben. In den 1990er Jahren stieg im Zuge der Einstellung des Tagebaus der Grundwasserspiegel, was wiederum gravierende Folgen für die Statik hatte. Die Wände der Kirche drifteten nach außen, der Giebelreiter und die Sakristei drohten einzustürzen, und die Emporen der Kirche gerieten aus dem Lot.
2007 führte die Deutsche Stiftung Denkmalschutz Notsicherungsmaßnahmen durch. 2009 wurde Kirche dann wegen Baufälligkeit baupolizeilich gesperrt. Seit 2015 bemüht sich ein Förderkreis in vielfältiger Weise um die Erhaltung der Kirche und um das Generieren von Geldern zur Finanzierung einer gründlichen Sanierung.
Auch der Tagebausanierer LMBV beteiligt sich inzwischen an den Sanierungskosten.
2024 wurde die Dorfkirche Selben als „Kirche des Jahres 2024“ ausgezeichnet, einem Preis, der von der Stiftung zur Bewahrung kirchlicher Baudenkmäler in Deutschland vergeben wird.
Im Mai 2024 wurde mit Sicherungs- und Bergungsmaßnahmen als Vorarbeiten für die Sanierung der Kirche begonnen. Im Zuge dieser Sicherungsmaßnahmen wurden an den Wänden Reste einer frühmittelalterlichen Malerei entdeckt, was neue Fragen über die Datierung der Kirche aufwirft. Bei Sanierungsarbeiten in einem Nebengebäude der Dorfkirche wurde im Februar 2025 ein Golddukat aus den Spanischen Niederlanden gefunden.

## Architektur und Innenausstattung
Erbaut wurde die im Kern spätgotische Saalkirche aus Feld- und Backsteinen auf einem flachen Fundament, das in ein Kalk-Sandstein-Gemisch eingebettet ist. Auf dem Westgiebel des Schiffs erhebt sich ein tief in die Dachkonstruktion eingelassener dachreiterartiger Turmaufsatz mit einem schlanken und hohen, schiefergedeckten Knickhelm. Der Giebelreiter mit seinen Schallluken an allen Seiten beherbergt die Glockenstube. Im Giebelfeld der Portalseite öffnen sich drei schmale Rundbogenfenster.
Die einschiffige Kirche ist mit einem Tonnengewölbe überspannt. Die Seitenwände sind jeweils durch hohe Fenster mit Korbbögen gegliedert. Das leicht eingezogene, zweiachsige Presbyterium hat einen Dreiachtelschluss. Die Wände des Schiffs sind mit Emporen versehen, auf der Empore an der Portalseite ist die Orgel platziert. Die Felder auf den Brüstungen sind entweder mit Ornamenten oder mit Zitaten aus der Bibel ausgestattet. Ein Feld mit einer Lutherrose erinnert an Martin Luther.
Die spätgotische Sakramentsnische an der Chornordseite ist in ein Relief mit zwei Wappenschildern, wahrscheinlich die Wappen der Stifter, eingelassen. Die historische Bestuhlung aus dem frühen 19. Jahrhundert ist weitgehend erhalten, ebenso wie der historische Fliesenboden.

### Altar
Um 1700 erhielt die Kirche ihren aus Holz gefertigten barocken Kanzelaltar. Die hölzernen An- und Aufbauten schließen direkt an den massiven Altarblock an. Der Kanzelkorb wird flankiert von zwei korinthischen Säulen. Der Hinterbau der Kanzel wird von einem geschweiften, gesprengten, ornamental verzierten Giebelaufsatz mit einem Abendmahlskelch gekrönt. Der Kanzelkorb sitzt auf einem flachen Podest mit vier volutenartigen Stützen. Direkt über dem Altarblock befindet sich ein Gemälde mit einer Abendmahlsszene.

### Orgel
Die Orgel von 1820 hat einen klassizistischen, in Weiß und Gold gefassten Prospekt. Wegen der umfassenden Sanierungsmaßnahmen, die seit Mitte der 2020er Jahre in die Wege geleitet wurden, wurde die Orgel 2024 komplett ausgebaut und eingelagert.
Ebenfalls eingelagert wurden das Gestühl und der historische, durch Vandalismus beschädigte Taufstein.